# Kusthöstfly
Kusthöstfly, Eumichtis lichenea är en fjärilsart som beskrevs av Jacob Hübner 1813. Enligt Artfakta ingår Kusthöstfly i släktet Eumichtis men enligt Catalogue of Life är Eumichtis istället ett undersläkte i släktet Polymixis. Enligt båda källorna ingår arten i familjen nattflyn, Noctuidae. Arten är ännu inte påträffad i Sverige. Inga underarter finns listade i Catalogue of Life.

## Bildgalleri

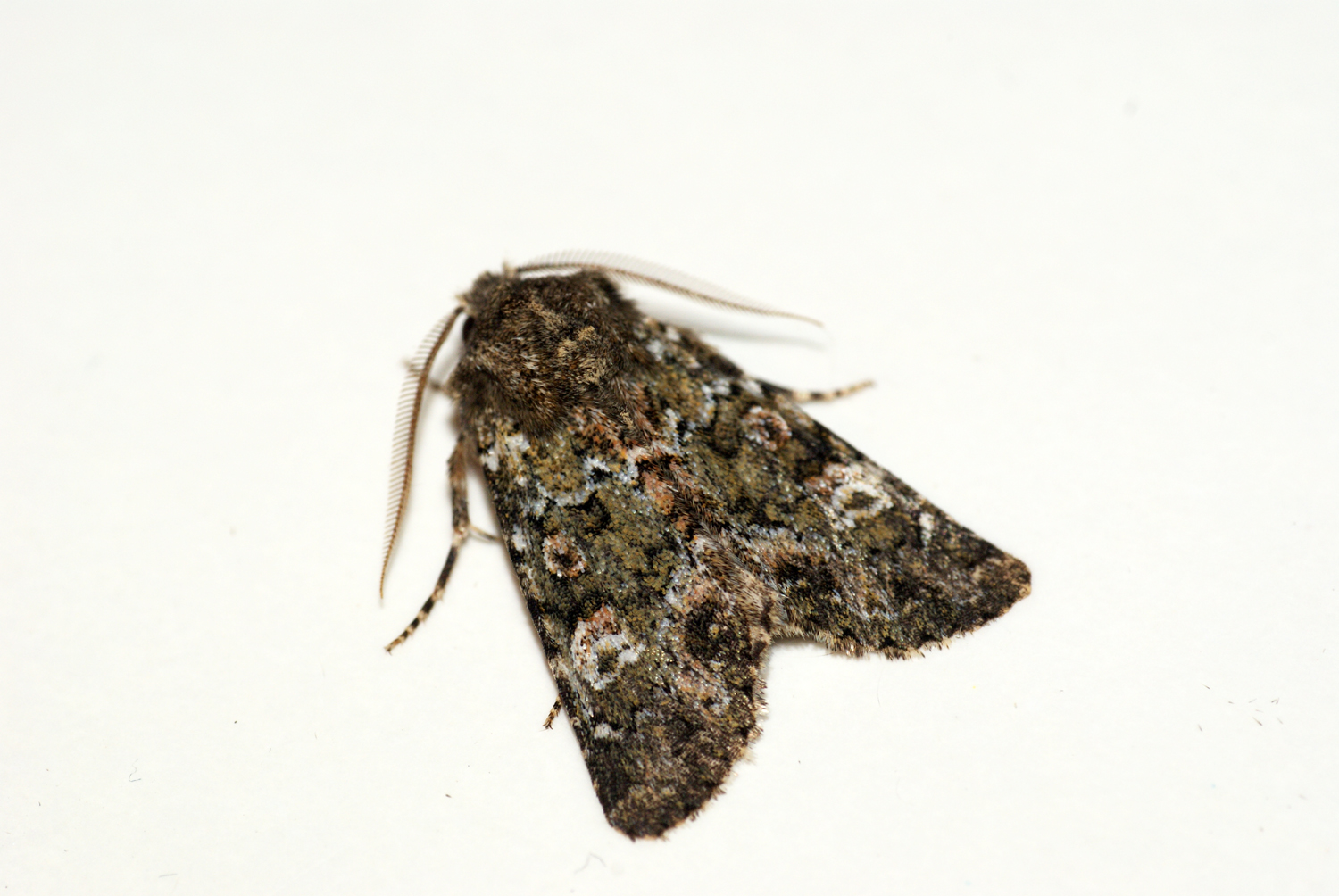
Imago fjäril
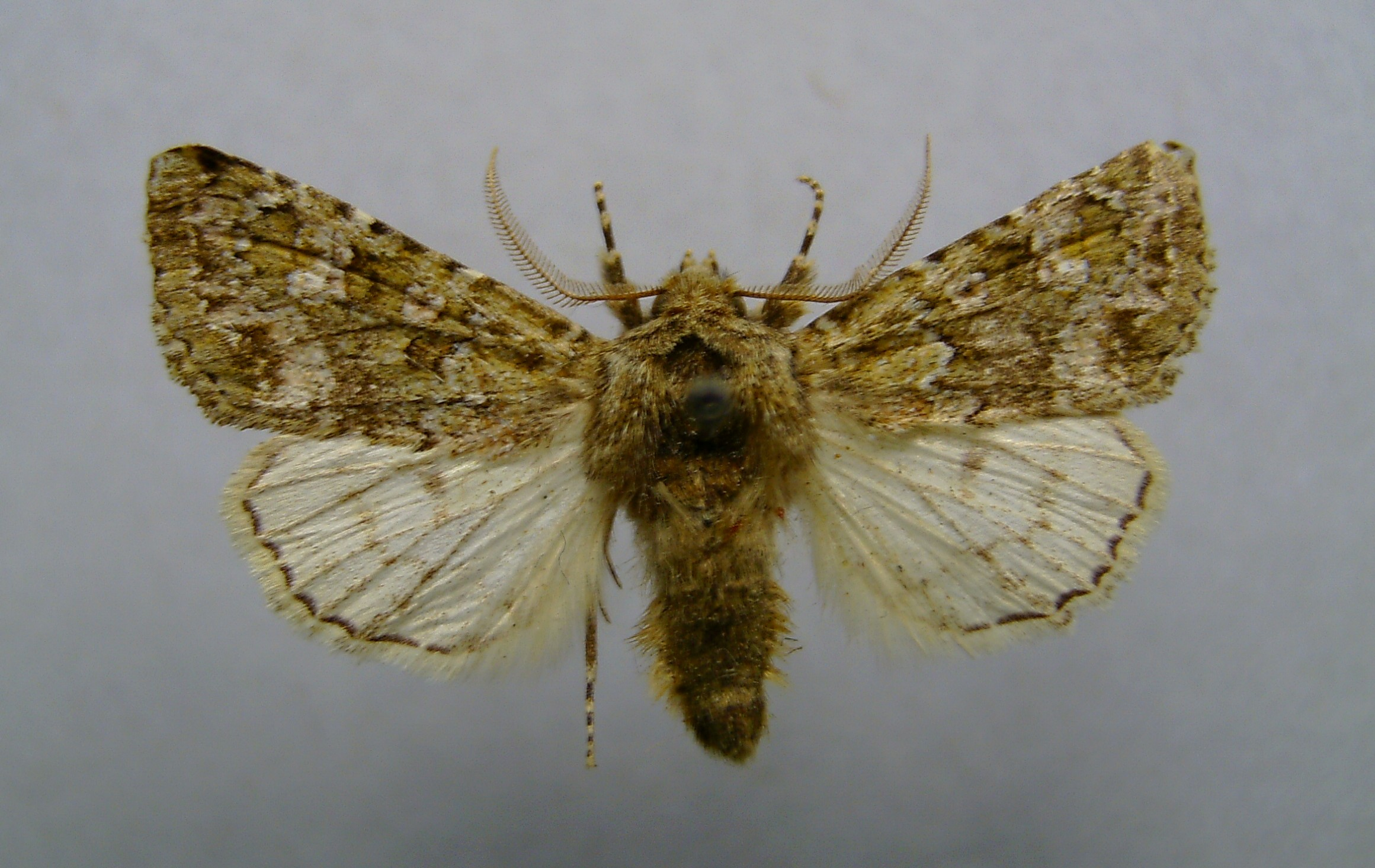
Preparerad (uppnålad) imago fjäril